# Leptochilus macrophyllus
Leptochilus macrophyllus är en stensöteväxtart som först beskrevs av Bl., och fick sitt nu gällande namn av Hans Peter Nooteboom. Leptochilus macrophyllus ingår i släktet Leptochilus och familjen Polypodiaceae. Utöver nominatformen finns också underarten L. m. fluviatilis.